# Nadwyżka konsumenta

Nadwyżka konsumenta na wykresie

Nadwyżka konsumenta – różnica pomiędzy kwotą, jaką nabywca jest skłonny zapłacić za dane dobro, a kwotą jaką rzeczywiście zapłacił. 
Jest miarą korzyści czerpanej z konsumpcji danej ilości dobra i jedną z kluczowych kategorii analizy w ekonomii dobrobytu.
Zgodnie z prawem malejącej użyteczności krańcowej wraz ze zwiększaniem się wielkości konsumpcji danego dobra, kolejne jego jednostki powodują coraz mniejszy przyrost użyteczności dla konsumenta. Z tego powodu jest on skłonny płacić coraz mniej za kolejne jednostki dobra i będzie kupował dopóty, dopóki jego skłonność do zapłaty zrówna się z rynkową ceną towaru. Różnica jego skłonności do zapłaty i ceny rynkowej stanowi nadwyżkę konsumenta.

## Przykład
Konsument jest skłonny zapłacić 10 zł za pierwszą pomarańczę. Ponieważ zaspokoił już w części swoją potrzebę, za drugą pomarańczę jest skłonny zapłacić już tylko 8 zł, za kolejną 6 zł itd. Jednak cena rynkowa jest stała, więc konsument płaci za poszczególne pomarańcze tyle samo. Jeżeli cena pomarańczy wynosi 3 zł, wówczas konsument kupi 4 pomarańcze, płacąc 12 zł. Piątej już nie kupi, ponieważ cena jaką byłby skłonny zapłacić wyniesie 2 zł i będzie niższa od ceny rynkowej pomarańczy. Innymi słowy cena przewyższa wartość, jaką konsument przypisuje tej jednostce dobra. Zakupy konsumenta prezentuje tabela:
```
  Kolejne    Skłonność     Cena    Nadwyżka
pomarańcze  do zapłaty            konsumenta
--------------------------------------------
     1         10 zł       3 zł      7 zł
     2          8 zł       3 zł      5 zł
     3          6 zł       3 zł      3 zł
     4          4 zł       3 zł      1 zł
--------------------------------------------
               28 zł      12 zł     16 zł
```

Ponieważ dla konsumenta pierwsza pomarańcza reprezentowała wartość 10 zł, a zapłacił za nią tylko 3 zł, to odniósł dodatkową korzyść z transakcji w postaci nadwyżki konsumenta w wysokości 7 zł. Kupując 4 pomarańcze konsument zrealizował nadwyżkę w wysokości 16 zł. Konsumpcja każdej następnej jednostki prowadziłaby do obniżenia nadwyżki, dlatego konsument nie decyduje się na jej zakup.